# Knock-out (spel)
Knock Out is een spel voor twee spelers dat voor het eerst werd uitgegeven in 1979-1980 door MB.  Het spel werd ontwikkeld door Ritter Michael. 

## Spelopzet
Beide spelers hebben gekleurde doppen die ze in een rooster dienen te steken. Als men een dop van een tegenstander kan insluiten, dan mag men deze verwijderen. Het spel eindigt als het rooster vol is. 